# Misunderstanding

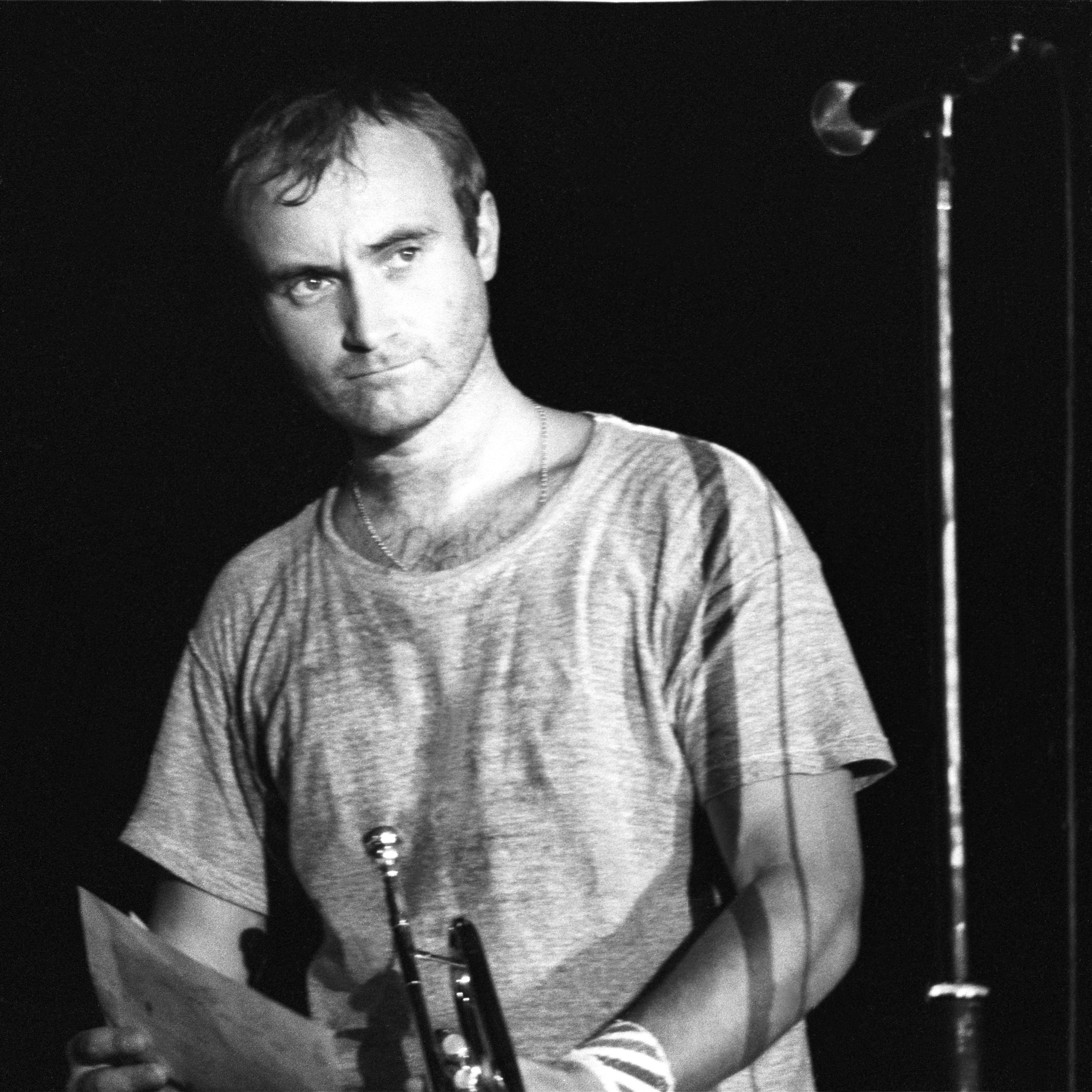
Phil Collins (1981)

Misunderstanding ist ein Lied der britischen Rockband Genesis, das 1980 auf ihrem Album Duke veröffentlicht wurde und als Single zum Charthit avancierte.

## Entstehung und Veröffentlichung
Getextet und komponiert wurde das Lied von Genesis-Mitglied Phil Collins. Es sei einer der ersten Titel gewesen, die er ursprünglich für sein erstes Soloalbum Face Value geschrieben habe. Er durchlebte eine schwierige Zeit – seine erste Frau Andrea hatte ihn verlassen und beide Kinder mitgenommen. Phil war allein in dem Haus, in dem er einst mit ihnen gelebt hatte, und begann, Lieder zu schreiben. In Missunderstanding erkennt der Erzähler, dass seine Frau nichts mehr mit ihm zu tun haben will und führt ihr Ausweichen immer wieder auf „irgendein Missverständnis“ zurück.
Laut Collins wurde das Lied von Sail on, Sailor (The Beach Boys), Hot Fun in the Summertime (Sly & the Family Stone) und Hold the Line (Toto) inspiriert. Tony Banks sagte über den Song: "Wir alle drei waren Fans der Beach Boys, und als Phil den Song zu den Schreibsessions mitbrachte, dachten wir, dass es Spaß machen würde, daran zu arbeiten. Er hat eine kalifornische, sommerliche Surfer-Atmosphäre, die mit nichts anderem vergleichbar ist, an dem wir in der Vergangenheit gearbeitet haben."
Die Produktionen erfolgte durch alle Genesis-Mitglieder sowie David Hentschel. Erstmals veröffentlicht wurde das Lied als Teil von Duke am 28. März 1980 bei Charisma Records, dem zehnten Studioalbum von Genesis. Am 22. August desselben Jahres erschien das Lied als dritte Singleauskopplung aus dem Album. Diese erschien als 7″-Single mit der B-Seite Open Door. Eine Demoaufnahme ohne Text war auf der Face-Value-Neuauflage 2016 enthalten.

## Live
Das Lied war auf der US-Etappe der Duke Tour 1980 zu hören und wurde auch auf Tourneen zur Promotion der späteren Alben Abacab und Genesis gespielt. Trotz seines kommerziellen Erfolges wurde er bis 2021 aus den Setlists aller späteren Tourneen gestrichen, nur eine Strophe wurde jedoch manchmal im Old Medley der We Can't Dance Tour gesungen. Collins spielte das Lied auch in seiner Gesamtheit mit Bläsergruppe in den USA während seiner First Final Farewell Tour 2004.
Am 15. November 2021 wurde das Lied bei der Eröffnung der nordamerikanischen Tournee The Last Domino? erstmals seit 33 Jahren wieder live gespielt.

## Musikvideo
Für den Song wurde ein Musikvideo unter der Regie von Stuart Orme gedreht, in dem Tony Banks mit Klavier und Mike Rutherford mit E-Gitarre auf der Ladefläche eines Lastwagens spielen, während Phil Collins in einem Ford Cabrio aus den 1950er Jahren an verschiedenen Orten in Los Angeles Halt macht, um nach seiner Freundin zu suchen. Im Hintergrund ist das Capitol Records Building und Straßenschilder des Hollywood Boulevard zu sehen.
Es gibt zwei verschiedene Schnitte des Videos: eine Version enthält alternative Aufnahmen von Collins sowie alternative Aufnahmen der Darstellerin seiner Freundin, einschließlich einer Aufnahme von ihr im Griffith-Observatorium. Diese Version wurde nicht für die Genesis Musikvideo-Kollektionen verwendet. Die Dreharbeiten fanden vom 24. bis 27. Mai 1980 in Los Angeles während der Konzerte der Duke-Tour der Band statt. Ein Indiz für den Drehtermin des Videos sind die überall zu sehenden Plakatwände, die für die Filme The Hollywood Knights und The Nude Bomb werben, die beide im Mai 1980 veröffentlicht wurden.

## Rezeption

### Rezensionen
Record World nannte das Lied „liebenswert und sofort konsumierbarer AOR-Pop“.

### Charts und Chartplatzierungen
| ChartsChartplatzierungen       | Höchstplatzierung | Wochen |
| ------------------------------ | ----------------- | ------ |
| Vereinigtes Königreich (OCC)   | 42 (5 Wo.)        | 5      |
| Vereinigte Staaten (Billboard) | 14 (18 Wo.)       | 18     |